# Episodi di Shameless (serie televisiva 2011) (quinta stagione)

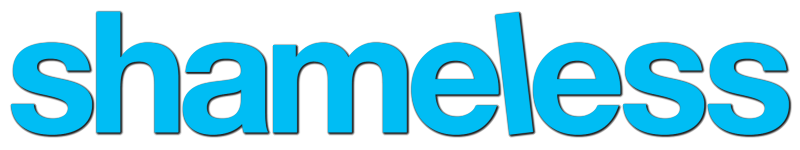
Logo della serie televisiva Shameless

La quinta stagione della serie televisiva Shameless è stata trasmessa in prima visione assoluta negli Stati Uniti dal canale via cavo Showtime dall'11 gennaio al 5 aprile 2015.
In Italia, è trasmessa da Premium Stories, canale pay della piattaforma Mediaset Premium, dal 17 settembre al 3 dicembre 2015; in chiaro, è trasmessa da Italia 2 dal 4 maggio 2016.
| nº | Titolo originale                     | Titolo italiano              | Prima TV USA     | Prima TV Italia   |
| -- | ------------------------------------ | ---------------------------- | ---------------- | ----------------- |
| 1  | Milk of the Gods                     | Il nettare degli dei         | 11 gennaio 2015  | 17 settembre 2015 |
| 2  | I'm the Liver                        | Io sono il fegato            | 18 gennaio 2015  | 24 settembre 2015 |
| 3  | The Two Lisas                        | Il primo ordine              | 25 gennaio 2015  | 1º ottobre 2015   |
| 4  | A Night to Remem... Wait, What?      | Una notte da dimenticare     | 1º febbraio 2015 | 8 ottobre 2015    |
| 5  | Rite of Passage                      | Rito di passaggio            | 8 febbraio 2015  | 15 ottobre 2015   |
| 6  | Crazy Love                           | Amore folle                  | 15 febbraio 2015 | 22 ottobre 2015   |
| 7  | Tell Me You Fucking Need Me          | Ho bisogno di te             | 1º marzo 2015    | 29 ottobre 2015   |
| 8  | Uncle Carl                           | Zio Carl                     | 8 marzo 2015     | 5 novembre 2015   |
| 9  | Carl's First Sentencing              | La prima condanna di Carl    | 15 marzo 2015    | 12 novembre 2015  |
| 10 | South Side Rules                     | Le regole del quartiere      | 22 marzo 2015    | 19 novembre 2015  |
| 11 | Drugs Actually                       | Distanze incolmabili         | 29 marzo 2015    | 26 novembre 2015  |
| 12 | Love Songs (In the Key of Gallagher) | La felicità è sopravvalutata | 5 aprile 2015    | 3 dicembre 2015   |

## Il nettare degli dei
- Titolo originale: Milk of the Gods
- Diretto da: Christopher Chulack
- Scritto da: Nancy M. Pimental

### Trama
E' estate. Sheila tiene sotto controllo la salute del marito Frank, somministrandogli i farmaci e controllandone il peso. Carl cammina con le stampelle per via di una caviglia slogata sullo skateboard. Anche al college i ragazzi fanno festa. Lip e Amanda lasciano il campus. Svetlana è nuovamente incinta: utero in affitto per denaro. Ian vive da Mickey, che si sta preparando per il primo giorno di lavoro. Veronica è occupata ad allattare le bambine, ma non sembra sia molto favorevole in quanto le piccole mordono, mentre Kevin la trascura per cercare informazioni su internet riguardo la loro crescita. Malgrado il disappunto di Sheila, Sammy ha parcheggiato la roulotte dietro casa sua e non si fa certo troppi scrupoli, tanto che ha rapporti sessuali con uomini rimorchiati all'Alibi e utilizza i giocattoli sessuali di Sheila. Mickey, in camicia e cravatta, gestisce con i fratelli una falsa ditta di traslochi, per poi rivendere la merce a dei loschi acquirenti. Fiona porta ancora la cavigliera elettronica e lavora in una tavola calda (Patsy's Pies), gestita da Sean Pierce. Qui c'è una donna misteriosa, Angela, che di tanto in tanto va a trovarla, lasciandole ricche mance. Degli affaristi immobiliari della Rothchild stanno girando nel quartiere del South Side per comprare case. Da un recente sondaggio è risultato essere un quartiere emergente di Chicago. Fiona e Lip, preoccupati per la salute di Ian, parlano con Mickey perché convinca il fratello ad andare da un medico. Mickey non è convinto che Ian sia malato. Frank progetta un birrificio casalingo nello scantinato di Sheila.

## Io sono il fegato
- Titolo originale: I'm the Liver
- Diretto da: Sanaa Hamri
- Scritto da: Krista Vernoff

### Trama
Per Fiona inizia un grande giorno: gli arresti domiciliari sono finiti e, con un cacciavite e una padella, cerca di togliersi la cavigliera elettronica. Lip affronta la sua prima giornata di lavoro. Il capo, Tommy, gli spiega che deve caricare grossi massi di cemento nel cassone del bobcat. Ian si sta mettendo in divisa per andare al funerale di un commilitone. Durante la funzione alcuni manifestanti, infervorati dal pastore di una chiesa Battista, inneggiano a slogan antigay. Ian, offeso da quegli insulti, si fa prendere dalla rabbia e si avventa contro di loro. Nel quartiere continuano a girare affaristi immobiliari, tra cui anche due lesbiche in cerca di nuovi venditori. Sheila, attratta dall'offerta, vorrebbe vendere la casa e girare il mondo. Frank non è d'accordo, pensando sia una truffa. Intanto qualcuno cerca Frank. È Wade Shelton, il padre di David, il ragazzo che gli ha donato il fegato, che vuole invitarlo a una cena. Alla piscina pubblica, Carl fa il dongiovanni con le ragazzine, sfruttando la sua temporanea disabilità, mentre Debbie cerca di fare colpo sui ragazzi. Purtroppo non ci riesce, così chiede aiuto a Svetlana, che la "trasforma" con un po'  di trucco e tagliandole i capelli. Sheila e Frank vanno a cena a casa Shelton, lasciando a casa Sammy, che invece avrebbe voluto partecipare. Sammy, per vendicarsi, fa defecare suo figlio nel salotto di Sheila. A casa Shelton sono presenti tutti coloro che hanno ricevuto gli organi di David, ucciso da un rapinatore. Fiona chiede a Sean di accompagnarla a un concerto. Lui vorrebbe, ma non può per non compromettersi. Veronica torna a casa e scopre Svetlana che allatta Amy e Kev rasato della sua bella chioma. Al concerto sembra andare tutto bene, quando Fiona ha una breve colluttazione con un signore che stava approcciando Debbie. Le due scappano correndo. Debbie è felice, ma Fiona sembra avere qualcosa per la testa.

## Il primo ordine
- Titolo originale: The Two Lisas
- Diretto da: Peter Segal
- Scritto da: Sheila Callaghan

### Trama
La polizia fa una retata nel centro "massaggi" di Mickey, arrestando tutte le ragazze, così a Veronica viene l'idea di trasformare l'appartamento in una stazione di pompaggio di latte materno, per poi vendere il latte online. Frank comincia a pubblicizzare la sua produzione di birra. Debbie, per conquistare ragazzi, darà una festa in casa e chiederà la birra a Frank. Verrà anche Matty. Keniatta vuole portare Mandy nell'Indiana a pulire bagni chimici. Lip, sotto la spinta di Ian, la va a trovare per convincerla a rimanere a Chicago. Lip dice delle parole dolci alla ragazza, che essendo innamorata di lui potrebbe rinunciare a partire con Keniatta. I due hanno un rapporto sessuale, ma il mattino dopo Mandy è già partita. Frank ha avuto il suo primo ordine di birra, ma ha bisogno di ulteriori bollitori. Visto che non ha soldi per pagare, offre al rottamatore la possibilità di avere un rapporto sessuale con la figlia Sammy. Fiona va a un concerto jazz, invitata da Davis, il cantante del gruppo, che sembra le stia facendo il filo; arrivata al locale però, scopre che Davis ha già una donna e così finge di essere la ragazza di Gus, bassista del gruppo. Sheila riceve un assegno da una delle lesbiche come caparra per l'acquisto della casa. La festa di Debbie non sembra un granché. I ragazzi si annoiano, tranne Carl che si diverte con le ragazze. Matt arriva con degli amici, si ubriaca, Debbie lo porta nella sua stanza e l'aiuta a stendersi sul letto. Mentre il ragazzo è sbronzo, Debbie approfitta sessualmente di lui, contro la volontà del giovane. Il giorno dopo Matt si arrabbia molto con Debbie quando capisce cosa è successo, intimandole di non cercarlo più. Gus invita Fiona per un caffè a casa sua. Fiona rimane sbalordita dalla sua bravura con la chitarra, al punto di baciarlo. Sammy conosce il rottammatore e scopre che il padre l'ha venduta in cambio di un bollitore. Sheila ha fatto portare un bellissimo camper che vorrebbe comprare con la vendita davanti casa per convincere Frank a partire. Sammy, furiosa, va da Frank a chiedere spiegazioni. Nello scantinato, scoppia una lite fra i due che si trascina fin sulla strada, mentre il rottamatore rimane ad assaggiare la birra appena spillata. Frank, stanco delle due donne, inizia a inveire sia contro Sheila che contro Sammy, quando la casa di Sheila, forse per una perdita di propano, salta in aria con un tremendo scoppio e piovono pezzi del rottamatore. Sheila, senza una parola, sale sul camper e se ne va.

## Una notte da dimenticare
- Titolo originale: A Night to Remem... Wait, What?
- Diretto da: Richie Keen
- Scritto da: Davey Holmes

### Trama
Fiona e Gus stanno insieme da una settimana e sembrano andare d'accordo. Lip si è preso una pausa dal cantiere e va a trovare Amanda a Miami. Mickey si è inventato un nuovo losco affare: si fa consegnare a casa valigie mai ritirate all'aeroporto, a nome di altri, per poi rivenderne il contenuto. Carl per guadagnare vende crack per strada. Frank va in banca per ritirare i suoi 121000 dollari, ma il direttore gli dice che li ha già prelevati il giorno prima. Così scopre che, dopo essersi ubriacato e drogato, ha offerto da bere a tutti all'Alibi, comprato una Porsche, affittato una stanza in un hotel di lusso e donato tutto quello che rimaneva a un'associazione di bambini di strada monchi. Holly incontra Debbie per strada e nasce una discussione per lo stupro a Matty. Debbie, offesa, le sferra un pugno, ma poi viene sopraffatta. In sua difesa accorre un ragazzo. Debbie ritrova in una palestra il ragazzo che l'ha salvata da Holly e gli chiede se vuole allenarla a difendersi. Anche a Ian balena in testa l'idea di ritirare valigie "disperse" all'aeroporto. Adesso ne ha così tante che la casa è piena come un magazzino, ma troverà l'opposizione di Mickey che pensa stia esagerando. Gus propone a Fiona di sposarlo e lei è disposta a farlo anche subito. Quindi, riempiti velocemente i documenti, si ritrovano davanti al giudice. Lip a Miami fa amicizia con il padre di Amanda che, vista la sua passione per la meccanica, gli propone di pagargli uno stage. Infine, Frank scoprirà che non può tenersi nemmeno l'auto perché ha investito un certo Dimitri che vuole essere risarcito.

## Rito di passaggio
- Titolo originale: Rite of Passage
- Diretto da: Alex Graves
- Scritto da: Etan Frankel

### Trama
La roulotte di Sammy è malandata e Frank, dopo lo scoppio della casa di Sheila, ha promesso che le avrebbe comprato una roulotte nuova, ma Sammy ben  presto scopre che i soldi sono finiti. Veronica continua a fare la mamma senza troppa convinzione, mentre Kev si rivela un padre perfetto e attento al punto di trascurare Veronica che si sente messa da parte. Lip riprende a lavorare al cantiere, con lavori sempre più pericolosi. Carl continua il suo lavoro di spacciatore di coca. Frank deve trovare una nuova sistemazione e pensa di andare a casa di Wade Shelton, il padre di David. Wade accoglie Frank proprio come se fosse suo figlio. Debbie continua ad andare in palestra, vuole mettere su massa e muscoli in fretta. Al Patsy's Pies, Angela nota l'anello di Fiona, che le confida di essersi sposata. Angela se ne va, ma prima lascia i soliti cento dollari di mancia sul tavolino. A Debbie servono i soldi per comprare gli steroidi per mettere su muscoli. Carl le consiglia di pestare qualche ragazza, mentre lui la riprende col cellulare e accetterà scommesse. Quando Wade non c'è, sua moglie Lora si sfoga con Frank e i due si baciano per poi avere un rapporto sessuale. Sean chiama Fiona perché Jackie non si è presentata all'udienza. Arrivati a casa sua trovano Jackie riversa sul pavimento, con una siringa nel braccio. Questo imprevisto farà saltare a Fiona la cena con Gus e l'annuncio alla famiglia di essersi sposata dovrà essere rimandato. Mickey, stanco dei continui cambi di umore di Ian, gli dice di andare presso una struttura medica per curarsi. Ian scappa, portandosi dietro il piccolo figlio di Mickey, gettando tutti nella disperazione. Fiona va al tavolo di Angela per prendere la sua ordinazione ed è sorpresa nel vedere che seduto con lei c'è Jimmy/Steve.

## Amore folle
- Titolo originale: Crazy Love
- Diretto da: Anthony Hemingway
- Scritto da: John Wells

### Trama
In strada, davanti al Patsy's Pies, Fiona riempie Jimmy di calci e pugni. Ian guida euforico l'auto di Mickey verso la Florida, con a bordo Yevgeny, il figlio di Svetlana. Lip, nei panni di assistente, coordina e gestisce l'assegnazione delle stanze alle matricole universitarie. Sammy, senza più la sua roulotte, vive dai Gallagher con il figlio Chuckie, cucina e mantiene in ordine la casa. Ma per Frank ci sono nuove regole: se vorrà mangiare dovrà pagare. Jimmy si presenta a casa di Fiona, lei cede e fanno l'amore. Veronica confida a Fiona la sua decisione di separarsi da Kevin, che la trascura per dedicarsi alle bambine. Per Debbie è il primo giorno di Liceo e scopre di essere famosa con l'appellativo di "Debbie la furia" per aver picchiato le sue vecchie amiche. Angela, la socia in affari di Jimmy, deve decidere se rimanere in città o andarsene, tutto dipende da Jimmy. Intanto, per Ian si mette male. Lascia il piccolo in macchina incustodito sotto il sole e si allontana per rimorchiare un tizio. Tornato all'auto, trova la polizia che lo arresta. Frank viene ricoverato in ospedale perché ultimamente non ha preso i farmaci prescritti dopo l'operazione. Mickey, spaventato dalla fuga improvvisa di Ian, chiama il ragazzo più volte e, sebbene Ian si ostini a non rispondere, Mickey gli confessa di essere innamorato di lui tramite un messaggio in segreteria. Lip, Mickey, Debbie e Carl vanno a Terre Haute nell'Indiana, dove si trova Ian. Tornando verso casa, lo lasciano in una clinica psichiatrica. Una sera, Jimmy va da Fiona, i due si baciano e fanno l'amore sul pavimento della cucina. Durante l'amplesso però Fiona, pentita di fare una cosa ingiusta, caccia di casa Jimmy e va da Gus.

## Ho bisogno di te
- Titolo originale: Tell Me You Fucking Need Me
- Diretto da: William H. Macy
- Scritto da: Nancy M. Pimental

### Trama
Fiona confessa a Gus di essere stata con Jimmy la sera prima. Gus non s'infuria, ma chiede di incontrarlo. Ian si risveglia nel letto di un reparto psichiatrico della contea di Cook, disorientato e confuso. A casa Gallagher, Frank è tornato a casa dall'ospedale. Veronica si trasferisce sopra l'Alibi perché le serve un posto per pensare; nel frattempo si rimette in contatto con alcuni amici del liceo. Lip all'università scopre che la sua borsa di studio è stata revocata perché non ha rinnovato le domanda annuale. Adesso ha un debito con la scuola di dodicimila dollari. A casa di Kev le bambine piangono e vogliono essere accudite. In quel momento bussa Svetlana, sbattuta fuori di casa da Mickey. Vuole trasferirsi da Kev e in cambio si occuperà della casa, dei bambini e di lui, facendogli una fellatio. Fiona e Mickey vanno in ospedale a trovare Ian, ma il ragazzo sembra quasi assente per via dei sedativi. Debbie, stanca dell'atteggiamento moderato di Derek verso di lei, non si trattiene più e si sfoga con lui dichiarandosi. Lui la bacia. A casa Gallagher, Sammy, irritata per il comportamento negligente di Frank, lo minaccia con una pistola ferendolo a un braccio. Frank cede, ammettendo così di aver bisogno di lei. Gus e Fiona si incontrano con Jimmy al Patsy's Pies. Gus ha uno scatto d'ira, colpisce Jimmy al naso e lascia il locale. Fiona, rimasta sola con Jimmy, gli confessa di amarlo ancora, ma gli chiede di dimenticarla e Jimmy se ne va. Fiona incontra poi la socia di Jimmy, che vuole scusarsi per averla spiata per conto dell'uomo e le dice che i clienti a Dubai hanno cancellato l'accordo quella mattina, mentre Jimmy le ha detto che era stato lui a cancellarlo per rimanere con lei. Angela poi se ne va, dicendo a Fiona che Jack è un ottimo ladro, ma una persona orribile. Fiona se ne va mormorando "Jack", la conferma che Jimmy non è cambiato.

## Zio Carl
- Titolo originale: Uncle Carl
- Diretto da: Wendey Stanzler
- Scritto da: Krista Vernoff

### Trama
Fiona e Lip vanno alla clinica psichiatrica perché Ian deve essere dimesso, con una buona scorta di pillole da prendere tutti i giorni a casa. A Ian viene diagnosticato bipolare e psicotico. Lip, per via del debito con l'Università, pensa di vendere un po' di marijuana nei dormitori dove è il responsabile, portando con sé Kevin perché lo aiuti. Fiona va a salutare Gus che sta per partire per un tour e tenta di riparare a ciò che ha fatto su consiglio di Veronica. Lui la bacia e sembra che le cose si siano appianate tra loro, tanto che Fiona gli dice che, una volta sistemati i suoi casini familiari, potrà raggiungerlo e continuare il tour con loro, ma Gus le dice che non è una buona idea perché hanno entrambi bisogno di pensare in solitudine, dato che non lo hanno fatto molto prima di sposarsi. Carl intanto deve andare in Michigan per una consegna di eroina. Frank consiglia a Carl di usare il piccolo Chuckie come mezzo di trasporto, solo perché si vuole vendicare di Sammy, così Carl lo imbottisce di droga. Alla stazione dei pullman, Carl vede avvicinarsi i cani antidroga e fugge, lasciando il nipote da solo. In effetti, è stato Frank a fare una telefonata anonima alla polizia, segnalando il trasporto di droga. Debbie deve stare a casa per badare a Ian, ma non si accorge che il fratello butta tutti i farmaci. Al Campus universitario, Lip e Kevin aprono uno spaccio di erba dentro una stanza vuota. Per questa occasione Kev si farà delle nuove "amiche". Veronica va all'appuntamento con Eddie Murphy, suo vecchio compagno di scuola, ma se ne va immediatamente quando comprende le sue palesi intenzioni. Svetlana continua i suoi "doveri di moglie" e pratica con Veronica del sesso "orale". A casa Gallagher, Sammy inveisce contro Carl e gli chiede di costituirsi per scagionare Chuckie. Bussano alla porta: è la polizia, chiamata da Sammy, che arresta Carl.

## La prima condanna di Carl
- Titolo originale: Carl's First Sentencing
- Diretto da: Christopher Chulack
- Scritto da: Etan Frankel

### Trama
Ian si sveglia in preda alle allucinazioni. Fiona gli dice che deve tornare in clinica per farsi nuovamente prescrivere le medicine che ha smesso di prendere. Al posto di polizia, Carl è in stato di fermo, mentre Sammy confida al suo avvocato che Chuckie è ritardato. Nonostante questo deve scontare la pena. Intanto Lip conosce l'insegnante, Helene Runyon, con cui ha subito  rapporti sessuali. Frank ritorna in ospedale per farsi medicare la ferita al braccio causata dalla pistola di Sammy. La dottoressa trentaduenne, Bianca Samson, lo visita per un attimo, poi gli confida di avere il cancro al pancreas al terzo stadio. Sa di non avere una vita lunga, così Frank l'accompagna in giro per la città a ubriacarsi e fare cose da irresponsabili. Ian va in un centro medico per prendere altre medicine e viene a sapere che la sua malattia andrà avanti per trenta o quarant'anni. Al posto di polizia, Carl è stato accusato da Chuckie di essere il responsabile per la partita di droga e vorrebbe vendicarsi sul nipote. All'udienza, Chuckie viene condannato a centoventi giorni nel penitenziario. Carl si dimostra indisponente verso la Corte, che lo condanna a un anno nello stesso carcere di Chuckie. Per Lip ci sono buone notizie, infatti c'è una persona che pagherà la sua retta fino alla borsa di studio. Kev si trova ancora all'università. Pensa alla moglie e alle figlie, ha nostalgia di loro. Bianca è stanca, si addormenta sulla metro e Frank la riporta a casa.

## Le regole del quartiere
- Titolo originale: South Side Rules
- Diretto da: Michael Uppendahl
- Scritto da: Sheila Callaghan

### Trama
A casa Gallagher, Ian ha ripreso a curarsi con le medicine, sotto il controllo di Mickey. Theo Wallace, il marito della professoressa Helene Runyon, intrattiene Lip mentre prepara la colazione. Lip è confuso da quella situazione e si sente a disagio. Bianca si risveglia e sembra aver riacquistato saggezza, così sbatte Frank fuori di casa. Debbie e Derek vogliono avere un rapporto sessuale, così Debbie va al consultorio per prendere la pillola. Ian lavora come lavapiatti al Patsy's Pies. I farmaci che prende gli danno poca lucidità mentale, così Ian mette la mano sulla piastra calda degli hamburger, procurandosi un'ustione. Intanto, nel corridoio del dormitorio, i ragazzi si sentono male dopo aver fumato l'erba venduta da Kevin. Joaquin, strafatto e in preda alle allucinazioni, si butta da una finestra rompendosi una gamba. Lip ne approfitta per mandare a casa Kevin. Frank ha preso a cuore la malattia di Bianca e si ripresenta con un mazzo di fiori. La sorella di Bianca gli urla di andarsene, ma Frank è irremovibile. Bianca, lasciata la sorella, ritrova Frank sul marciapiede e si siede accanto a lui. Debbie porta Derek a casa sua per avere un rapporto sessuale. Sean, dopo aver visto partire moglie e figlio, ha una rissa in un bar e si ritrova ubriaco, quindi bacia Fiona. Ian e Mickey contenti e ubriachi ritornano a casa dove li aspetta Sammy, che ha chiamato i militari per far arrestare Ian. La sorellastra si è vendicata del figlio in prigione.

## Distanze incolmabili
- Titolo originale: Drugs Actually
- Diretto da: Mimi Leder
- Scritto da: Davey Holems

### Trama
Lip ed Helene mandano avanti la loro relazione sessuale, mentre il marito di quest'ultima sa tutto e lo accetta. La famiglia Gallagher va a trovare Ian alla base militare dove è accusato di diserzione, furto e falsificazione di documenti. I militari lo vogliono condannare a cinque anni di carcere. Kevin e Veronica confessano a vicenda le loro avventure extra-coniugali e, dopo aver discusso, hanno un rapporto sessuale. Gus chiama Fiona per farle sapere che fra un paio di giorni ritorna a casa. Frank e Bianca continuano a fare pazzie, infatti hanno un rapporto sessuale su un binario prima che passi un treno. Helene invita Lip a una festa proprio nel suo quartiere, per fargli conoscere Norbert, un ingegnere aerospaziale. Mickey, per vendicarsi dell'arresto di Ian, versa del Roipnol nell'aranciata di Sammy con l'intenzione di torturarla appena svenuta. La donna sembra morta, così la mettono in una cassa da imballaggio e aspettano che qualcuno la venga a ritirare. Frank e Bianca vanno a fumare crack in una stanza di casa Gallagher. Qui, il mattino dopo, si recano anche i familiari della dottoressa. Così, per scappare dai familiari, Bianca esce da una finestra e si fionda in un taxi. Frank la segue. Mickey e i fratelli Gallagher vanno a trovare Ian. I militari li informano che il ragazzo è stato rilasciato sotto la custodia di Monica Gallagher.

## La felicità è sopravvalutata
- Titolo originale: Love Songs (In the Key of Gallagher)
- Diretto da: Christopher Chulack
- Scritto da: John Wells

### Trama
Fiona e Gus fanno l'amore dopo cinque settimane di lontananza. Anche Lip e Helene hanno un rapporto, mentre il marito guarda impassibile. Frank e Bianca vivono alla giornata sulle spiagge della Costa Rica. Monica porta Ian in una radura all'interno di una boscaglia, con tanto di roulotte. Qui vive con Walter, un giovanotto tatuato. Mentre Monica e Walter si danno da fare, Ian guarda nella borsetta della madre e trova delle bustine di MET. Walter, irritato, vuole che Ian se ne vada. All'alba, Bianca, ferma sulla spiaggia, si denuda completamente e si immerge mare, scomparendo. A Frank ha lasciato una lettera. Amanda, arrabbiata e innamorata, va da Lip sferrandogli un pugno perché si sente trascurata. Fiona va da Sean e lo bacia. Fiona è felice, ma Sean non è convinto. Ian torna a casa e Mickey dopo qualche giorno va a trovarlo, così viene a sapere che Ian ha deciso di lasciarlo perché non vuole che passi tutto il tempo a preoccuparsi per le sue pazzie o ad assicurarsi che prenda le medicine. Nel mentre sbuca Sammy, con una pistola in mano: vuole uccidere Mickey che l'aveva chiusa nella cassa. Debbie fa il test di gravidanza: è incinta. All'interno del carcere minorile, si incontrano le due fazioni capeggiate da Carl e da Chuckie. Carl dice a Chuckie "facciamolo". Le guardie carcerarie, allarmate, accorrono verso i due gruppi.